# رياض الصيداوي
رياض الصيداوي (14 مايو 1967 في بوحجلة، ولاية القيروان) مفكر وكاتب وباحث سويسري من اصل تونسي في العلوم السياسية.
له عدة مؤلفات عن الثورة الجزائرية وخاض في ما بعد في الإرهاب. هو مقيم في جنيف، مدير ومؤسس مركز الوطن العربي للأبحاث والنشر في جنيف ورئيس تحرير صحيفة التقدمية الإلكترونية. كما أنه رئيس “اللجنة الدولية لإطلاق سراح الشاعر القطري محمد بن الذيب العجمي من زنازين دكتاتور الدوحة“ التي تأسست بتاريخ 22 أكتوبر 2013 والمرتبطة بمجلس حقوق الإنسان التابع للأمم المتحدة في جنيف.
هو متخصص في العالم العربي، بما في ذلك الجزائر، والحركات الإسلامية وعملية التحول الديمقراطي في هذه المنطقة. هو كذلك من أنصار الديمقراطية في العالم العربي ومن أنصار تحرير المرأة المسلمة، ويعارض الوهابية السعودية ويراها مجموعة من العقائد التي تمنع أي نشاط فكري.
سنة 2013, فوضت الأميرة العنود بنت دحام البخيت الفايز - الزوجة السابقة للعاهل السعودي الملك عبد الله بن عبد العزيز - رياض الصيداوي للدفاع عن الأميرات الأربع المضطهدات - سحر وجواهر وهلا ومها- اعلاميا ووزير الخارجية الفرنسي السابق المحامي رولان دوما محاميا للعائلة. أرسلت الأميرة العنود رسالة للدكتور رياض وشرحت فيها حالة البنات الأميرات الأربع الموجودات منذ 12 عاما تحت الإقامة الجبرية في مدينة جدة في المملكة العربية السعودية.

## مسيرته

### تكوينه
بعد حصوله على البكالوريا، تابع الصيداوي دراسته في معهد الصحافة وعلوم الأخبار بتونس، حيث حصل سنة 1992، على شهادة الماجستير في الصحافة. ثم حصل على شهادة الدراسات المعمقة في العلوم السياسية من جامعة تونس سنة 1995. انتقل إلي جنيف سنة 1994 وتابع دراسته في جامعة جنيف، حيث حصل على دبلوم الدراسات المختصة في علوم التنمية والعالم الثالث سنة 1997 ودبلوم الدراسات المختصة في العلوم السياسية سنة 1998. أعد رسالة دكتوراه في جامعة جنيف بعنوان الحركات الإسلامية والأنظمة السياسية العربية: تحليل مقارن لعمليات التفاعل.

### مقابلات
أجرى الصيداوي عدة مقابلات مع شخصيات مثل أحمد بن بلة، الوزير الجزائري السابق أحمد طالب الإبراهيمي، أحمد حمروش، محمد فوزي حاخوا ومظفر النواب... كما أجرى ندوة صحفية مع المفكران المصريان حسين عبد الرازق وفريدة النقاش في مقر مجلة اليسار بالقاهرة صيف 1991.
سنة 1992، أمضى الصيداوي مع سامي شرف أياما في القاهرة والذي بفضله تمكن من إنجاز كتاب هيكل أو الملف السري للذاكرة العربية، كما أجرى حوار مع الدكتور عصمت سيف الدولة في قرية البلاح.
سنة 1998، أجرى مجموعة حوارات مع شخصيات هامة بالجزائر مثل عبد الله جاب الله، لويزة حنون، المجاهد الهاشمي الشريف في إطار عمل لإذاعة سويسرا العالمية مما عزز أبحاثه بشهادات حية حول الشأن الجزائري. كما حاور رياض الصيداوي الباحث والسياسي وعالم الاجتماع السويسري جان زيغلر في مركز الجزيرة للدراسات.
.

### أحاديث تلفزيونية

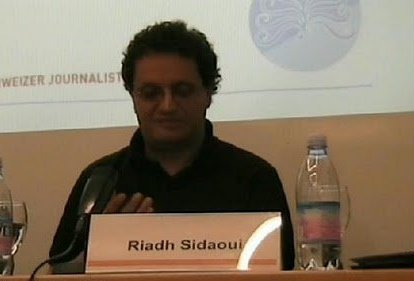
رياض الصيداوي في ندوة دولية، عام 2007 في لوغانو

- في حوار مع جمال أحمد: الاستبداد وفساد السلطة في العالم العربي (برنامج قضية وحوار).
- في حوار مع الصحفي طارق العاص: حرق القرآن بين حرية الإعلام وأخلاقيته.
- في حوار مع محمد مصدق اليوسفي: ماهي أسباب تعثر الديمقراطية في العالم العربي؟ (برنامج لقاء خاص).
- في حوار مع محمد اليحيائي: النخب العربية وحركة التغيير: غائبة، مغيبة أم محبطة (برنامج عين على الديمقراطية).
- في حوار مع محمد اليحيائي: لماذا لا يثور العرب على الاستبداد؟ (برنامج عين على الديمقراطية).
- مشاركة حول وفاة الجنرال العربي بلخير ودوره السياسي في الجزائر مع عبد الله الأحمد وإيمان أغوتان وهشام عبود.
- مع سامي حداد ومحي الدين عميمور وعبد الله جاب الله: الانتخابات الرئاسية الجزائرية لسنة 2004 وترشح بوتفليقة (برنامج أكثر من رأي).
- تأزمة العلاقات الليبية الأوروبية
- مع محمد يعقوبي رئيس تحرير يومية الشروق الجزائرية وعبد الله الأحمد مقدم البرنامج: عمليات القاعدة في بلاد المغرب العربي (برنامج المغرب العربي في أسبوع).
- أزمة العلاقات الجزائرية الفرنسية (برنامج المغرب العربي في أسبوع).
- مع توفيق مجيد: ساركوزي: ستون دقيقة لإقناع الفرنسيين (برنامج نقاش في فرانس 24).
- في حوار مع محمد مصدق يوسفي: ندوة عن الديموقراطية في العراق: العوائق والإنجازات.
- في حوار مع نعيمة بن موهوب حول مركز الوطن العربي للأبحاث والنشر (برنامج أحزاب وتيارات).

### الأنشطة الأكاديمية
بدعوة من جامعة جنيف، يلقي رياض الصيداوي سنويا مجموعة محاضرات عن الأيديولوجيات العربية المعاصرة، الحركات الإسلامية، أزمة الديموقراطية في الوطن العربي، الأزمة الجزائرية]] ... كما أشرف على رسائل ماجستير في العلوم السياسية كمختص في العالمين العربي والإسلامي.
نشر العديد من المقالات والدراسات العلمية والأكاديمية، وخاصة في الصحف العربية التي مقرها لندن مثل الحياة والزمان أو القدس العربي. بالإضافة إلى ذلك، شارك في حلقات دراسية في مجال العلوم السياسية، ولا سيما في أوروبا.

## فكره

### الفتاوى السياسية
يقول الدكتور رياض الصيداوي أن الفتاوى السياسية بدأت بالانتشار مع: «حرب الخليج عام 1991 وانتقلت الظاهرة من الخليج إلى مصر والشام ومنطقة المغرب العربي».
و يضيف أن «الفراغ الديمقراطي تم ملؤه بشيخ يفتي. ففي السعودية هناك هيئة كبار العلماء وهي جهاز يعوض البرلمان». كما يربط الصيداوى بين المصالح الاقتصادية والسياسية وبين الخطاب الديني، فمثلا «قطر دخلت على خط التنافس السياسي والديني مع السعودية ونشبت حرب فتاوى واضحة المعالم بين جهاز الفتوى القطري وجهاز الفتوى السعودي. فالسعودية أنشأت رابطة العلماء المسلمين، وقطر أنشأت جهازا اسمه الاتحاد العالمي لعلماء المسلمين ووضعت على رأسه الشيخ يوسف القرضاوي».

### الوهابية السعودية
يرى المفكر رياض الصيداوي أن الحديث عن الوهابية فقط خطأ علمي، وقد أعطاه مفهوم «الوهابية السعودية» وهي بذلك تعني التحالف التاريخي بين السلطة السياسية المالية ممثلة في ابن سعود والسلطة الدينية ممثلة في ابن عبد الوهاب.
من ناحية أخرى، يصر الصيداوي على أن الأسس السياسية للإسلام تكمن في روح الجمهوري الديموقراطي وليس روح الملكي الوهابي، المملكة الوهابية تشكل تهديد للإسلام والمسلمين والإنسانية.

### شروط الثورة
نشر الصيداوي فكرة أنه، عبر التاريخ البشري، حتى تنجح الثورة يلزمها توفر ثلاث شروط أساسية:
1. أولا: راديكالية المعارضة وتحولها من إصلاحية إلى جذرية أي ذهاب النظام نفسه بدل إصلاحه.
2. ثانيا: تفكك النخب الحاكمة وانقسامها على نفسها.
3. ثالثا: حياد الجيش أو خيانته لرأس الدولة

### المخابرات السعودية وراء إشعال الفتنة بين مصر والجزائر
أكد رياض الصيداوي، من خلال ملف شامل تحت عنوان حروب المخابرات السعودية السرية على الجزائر: القصة كاملة من كمال أدهم إلى مقرن بن عبد العزيز المنشور سنة 2010.، أن المخابرات السعودية وراء إشعال الفتنة بين مصر والجزائر، حيث تطرق الصيداوي من خلال الملف إلى أسباب إقدام المخابرات السعودية على الانتقام من الجزائر عبر قناة أوربيت ممثلة في شخص عمرو أديب. وبالرغم من غياب دلائل ملموسة، إلا أن جملة الوقائع التي طرحها في الملف، الذي سماه، الحروب السريّة تجعل تورط السعودية أمر ممكن وراء إشعال فتيل الأزمة بين الجزائر ومصر. وقد واجهت وزارة الداخلية الجزائرية وزير الداخلية السعودي نايف بن عبد العزيز بما نشرته صحيفة التقدمية عن دور السعودية في إشعال نار الفتنة بين مصر والجزائر وبأدلة عن تورط الاستخبارات السعودية في إرسال جزائريين للقتال في العراق.

## من أقواله
- «أروني ثورة واحدة لم تُسرق؟ ثورات يقوم بها أبطال مضحون ويقطف ثمارها الانتهازيون والوصوليون».[20]
- «لو طلبت مني الجزيرة الحديث عن الجيش القطري وقاعدة العيديد الأمريكية لقبلت بصدر رحب لكنها طلبت مني انتقاد الجيش الجزائري فرفضت.. لم أتعرض أبدا إلى تهديد أو شتم من قبل الجزائريين حكومات أو معارضة».

## مـؤلفاته

### الكتب

#### باللغة العربية
1. حوارات ناصرية، الطبعة الأولى، دار نقوش عربية، تونس، 1992– الطبعة الثانية، مركز الوطن العربي للأبحاث والنشر، بيروت، 2003
2. هيكل أو الملف السري للذاكرة العربية، الطبعة الأولى، تونس 1993- الطبعة الثانية، مدبولي، القاهرة، 2000- الطبعة الثالثة، مركز الوطن العربي للأبحاث والنشر، بيروت، 2003.
3. الازمة الجزائرية: الخلفيات السياسية والاجتماعية والاقتصادية والثقافية، مع مجموعة مؤلفين، مركز دراسات الوحدة العربية، بيروت، 1999.
4. صراعات النخب السياسية والعسكرية في الجزائر: الحزب، الجيش، الدولة، المؤسسة العربية للدراسات والنشر، بيروت، 2000.
5. جان زجلر يتحدث إلى العرب، مركز الوطن العربي للأبحاث والنشر، بيروت، 2003.
6. معارك عبد الناصر، مركز الوطن العربي للأبحاث والنشر، بيروت، 2003.
7. من تونس إلى... دمشق: حقائق خفية عن الربيع العربي، مركز الوطن العربي للأبحاث والنشر، جنيف، 2015.
8. خريف الدم العربي، أسرار داعش وأخواتها، مركز الوطن العربي للدراسات السياسية والاجتماعية، جنيف، 2015.
9. نهاية زمن بوتفليقة، صراعات النخب السياسية والعسكرية في الجزائر  المركز العربي للدراسات السياسية والاجتماعية، جنيف، 2019.

#### باللغة الفرنسية
- الفيس، الجيش، الجيا: منتصرون ومنهزمون (FIS, armée, GIA : vainqueurs et vaincus)، دار بيبلي سيد، باريس 2002.

#### باللغة الإنجليزية
شارك في كتابين جماعيين باللغة الإنجليزية:
1. فصل الضعف الداخلي لوسائل الإعلام العربية (The Inner Weakness of Arab Media) من كتاب «الإسلام والعالم الغربي: دور وسائل الاعلام» (Islam and the Western World: the Role of the Media)، دار المرصد الأوروبي للصحافة، لوغانو، 2008.
2. فصل السياسة الإسلامية والمؤسسة العسكرية: الجزائر 1962-2008 (Islamic Politics and the Military: Algeria 1962-2008)، من كتاب «الدين والسياسة: الإسلام والحضارة الإسلامية» (Religion and Politics: Islam and Muslim Civilisation)، أشجات للنشر، فارنهام، 2009.

### دراسات علمية أكاديمية
- الانتخابات والديموقراطية والعنف في الجزائر، المستقبل العربي، بيروت، العدد 245، يوليو/ تموز 1999. (صص:25-42).
- صراع العسكر والإسلاميين في الجزائر، شؤون الأوسط، بيروت، العدد 89، تشرين الثاني/نوفمبر 1999. (صص: 87-94).
- سوسيولوجيا الجهاد والعنف في الجزائر: خطابا وممارسة، دراسات عربية، بيروت، العدد 3/4، السنة السادسة والثلاثون، كانون الثاني/شباط، يناسر/فبراير 2000. (صص: 75-92).
- سوسيولوجيا الجيش الجزائري ومخاطر التفكك، شؤون الأوسط، بيروت، العدد 93، أذار/مارس 2000. (صص: 53-84).
- تفكك النخب الحاكمة في الجزائر، شؤون الأوسط، بيروت، العدد 98، آب/أغسطس 2000. (صص: 41-70).
- الإسلاميين والعلوم الصحيحة (Les islamistes et les sciences exactes)، صحيفة الزمان، سويسرا، العدد 1093، 16 أكتوبر 2001.
- مشروع ولد ميتاً ولا تتبناه الجماهير ولا تتحمس له - مشروع اتحاد المغرب العربي فكرة فرنسية هدفها محاربة القومية العربية.
- لماذا لم تشهد الجبهة الإسلامية للإنقاذ في الجزائر زعيما كاريزميا؟ - بين مدني وبن حاج والراحل حشاني.
- أروني ثورة واحدة لم تُسرق؟ ثورات يقوم بها أبطال مضحون ويقطف ثمارها الانتهازيون والوصوليون.
- هل تشكل الجزيرة الرأي العام العربي أم تنسجم معه؟، مركز الجزيرة للدراسات، 9/2/2009.[21]
- في سوسيولوجيا العسكر: لماذا لا تبني السعودية أكبر جيش في منطقة الشرق الأوسط؟.
- لماذا استطاع الرئيس عبد العزيز بوتفليقة الاستمرار طويلا في الحكم بينما انسحب غيره من الرؤساء بسرعة؟، صحيفة التقدمية، 01 نوفمبر 2010.
- حروب المخابرات السعودية السرية على الجزائر: القصة كاملة من كمال أدهم إلى مقرن بن عبد العزيز.، صحيفة التقدمية، 30 أغسطس 2010.
- في سوسيولوجيا الأسباب العميقة ثقافة ومجتمعا واقتصادا : ما الذي يمنع الديموقراطية في الوطن العربي؟، صحيفة التقدمية.
- لا تاريخية مفهوم الجهاد المعاصر وإسقاطاته على واقع مغاير، 13 أغسطس 2011, صحيفة التقدمية.
- نحو تفسير ظاهرة الأصول العلمية التقنية لنشطاء الحركات الإسلامية، 18 أغسطس 2011, صحيفة التقدمية.
- نحو فهم سوسيولوجي للحركات الإسلامية في الوطن العربي وقدرتها على التعبئة، 21 أغسطس 2011, صحيفة التقدمية.

## وصلة خارجية
[وصلة مكسورة] مقالة في صحيفة الزمان، سويسرا، العدد 1093، 16 أكتوبر 2001.ا
 مقابلة مع رياض الصيداوي بشأن الأحداث في ليبيا.
[ http://www.aljazeera.net/programs/pages/bb331822-d487-4437-972f-b3945529a198 ]